# Trinitatiskirche (Kittlitz)

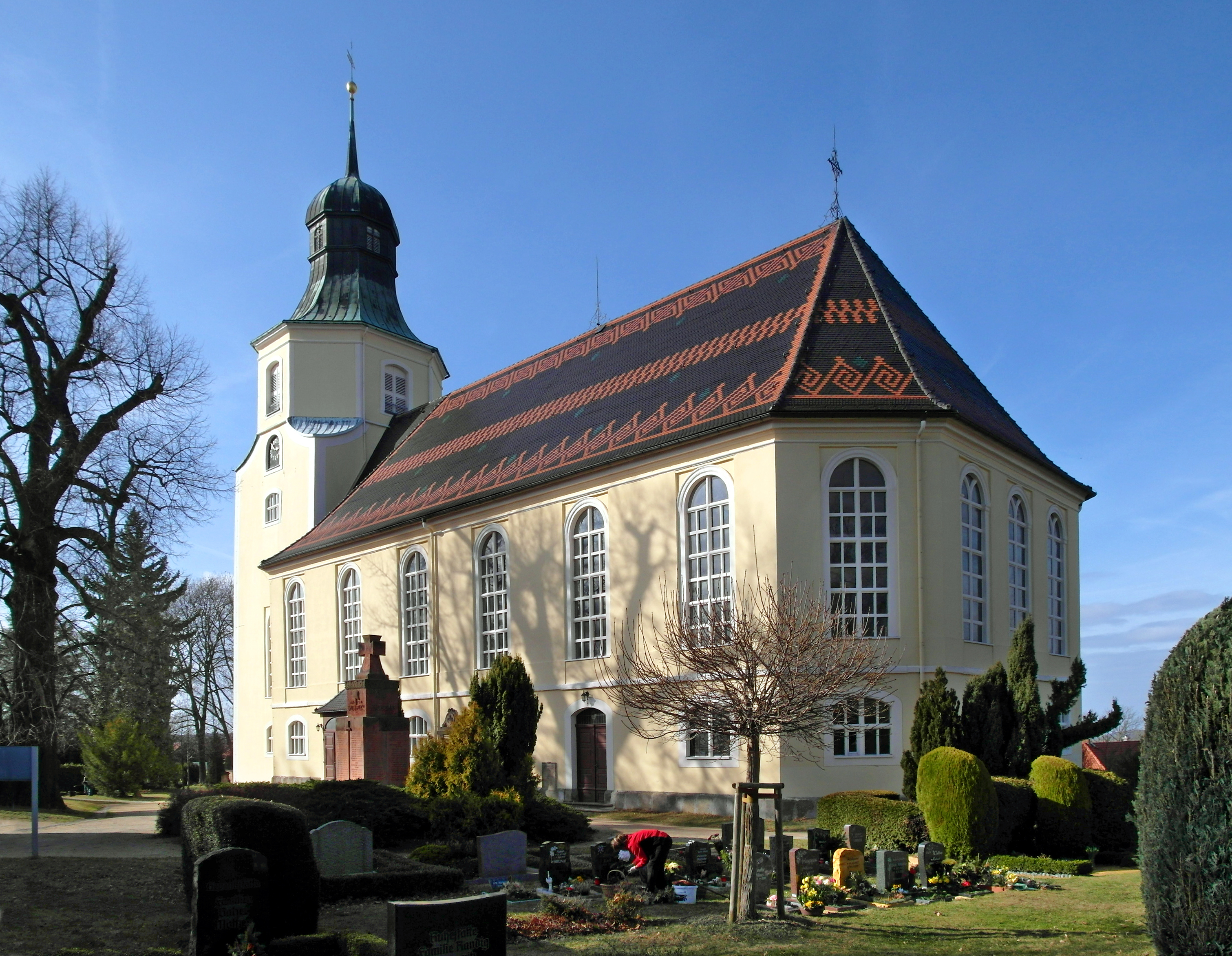
Trinitatiskirche in Kittlitz

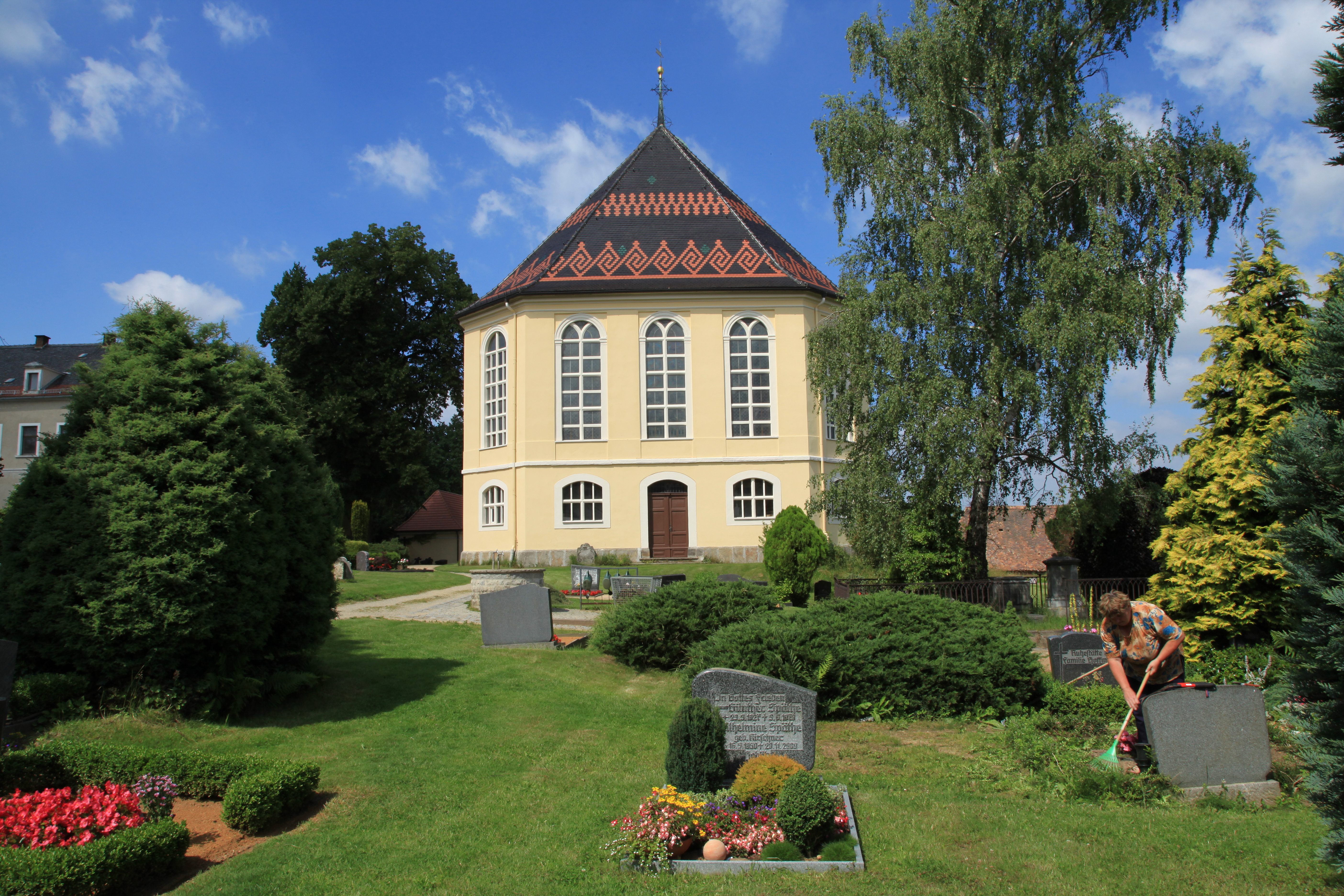
Ostansicht

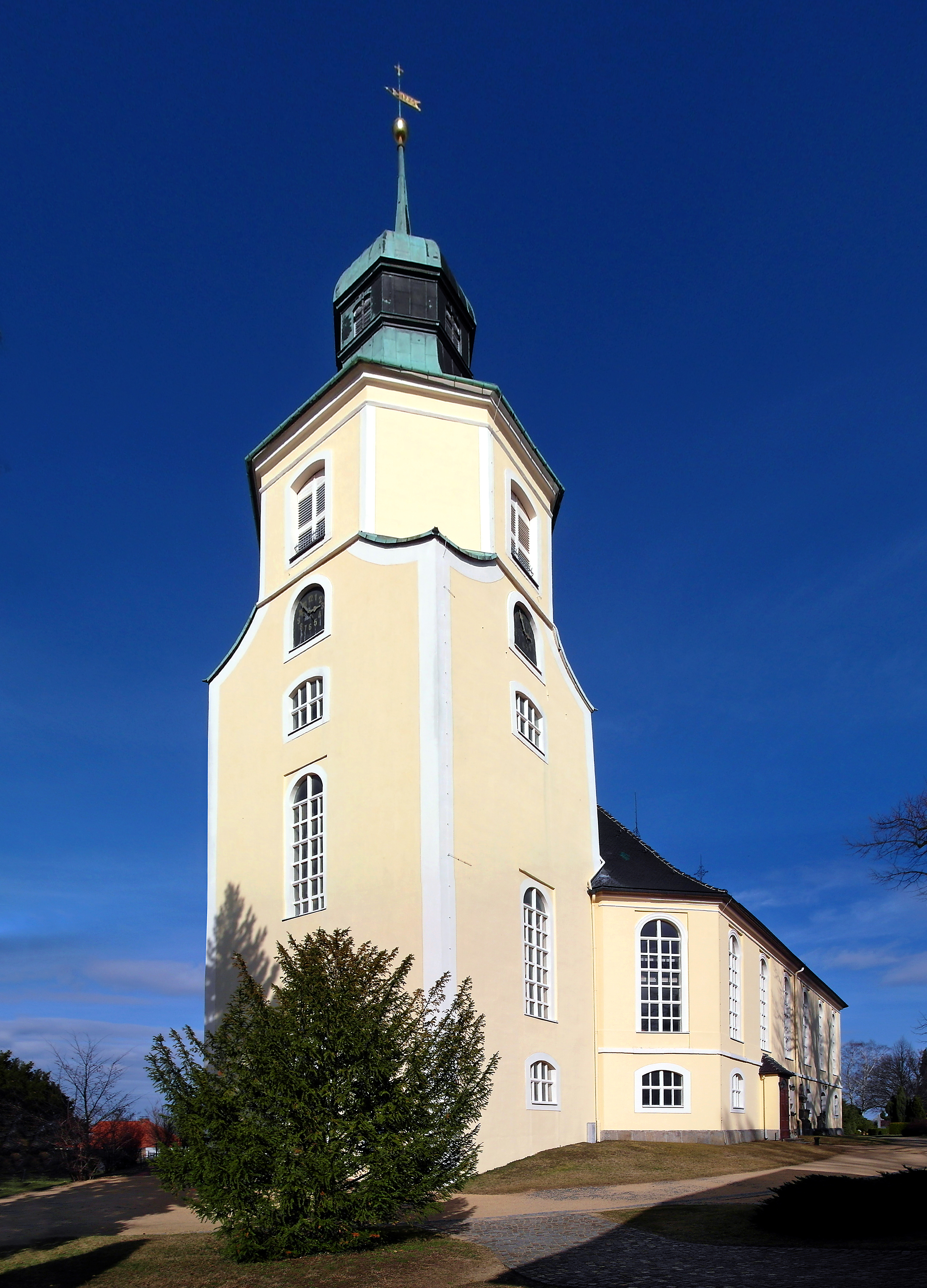
Turm

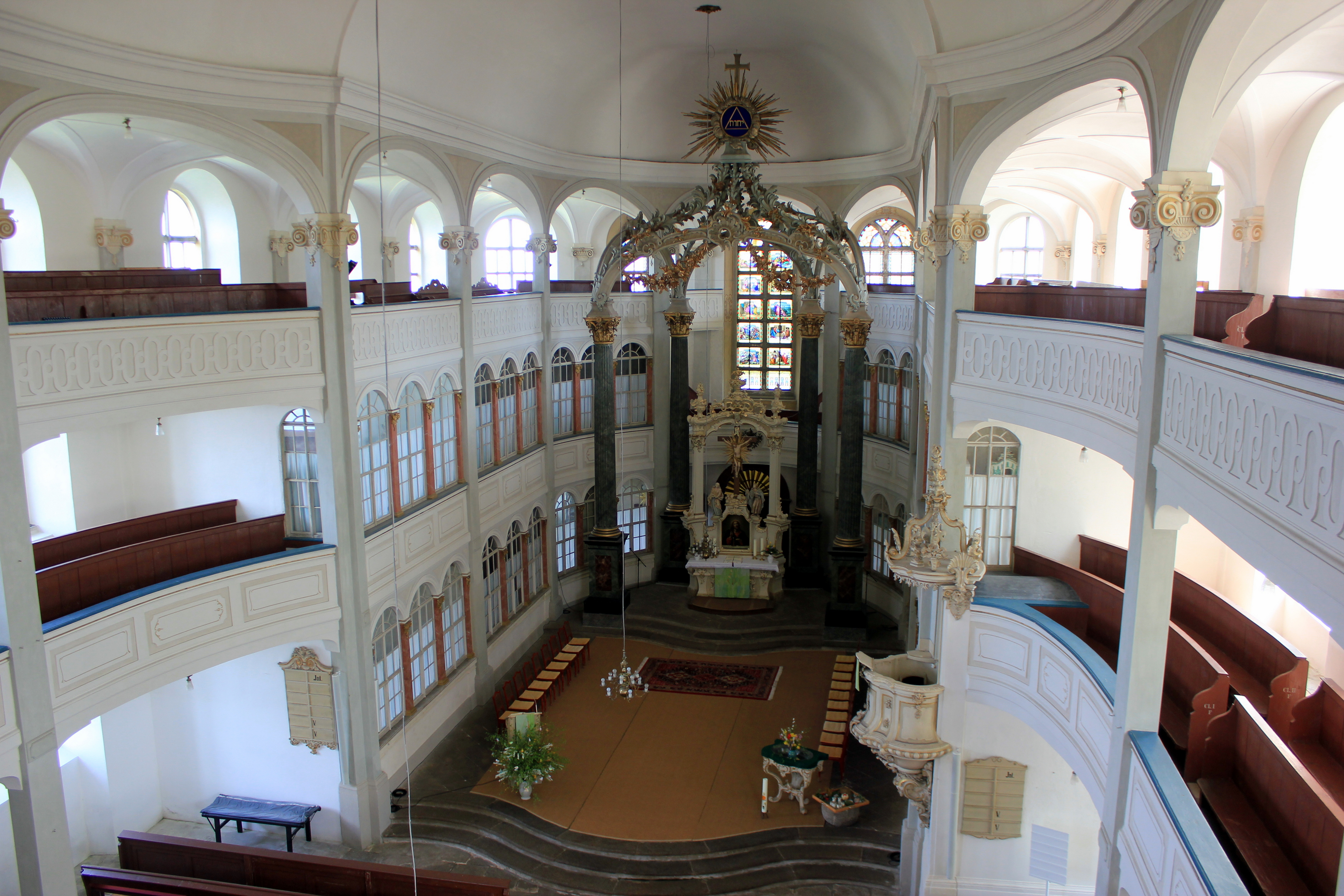
Innenansicht

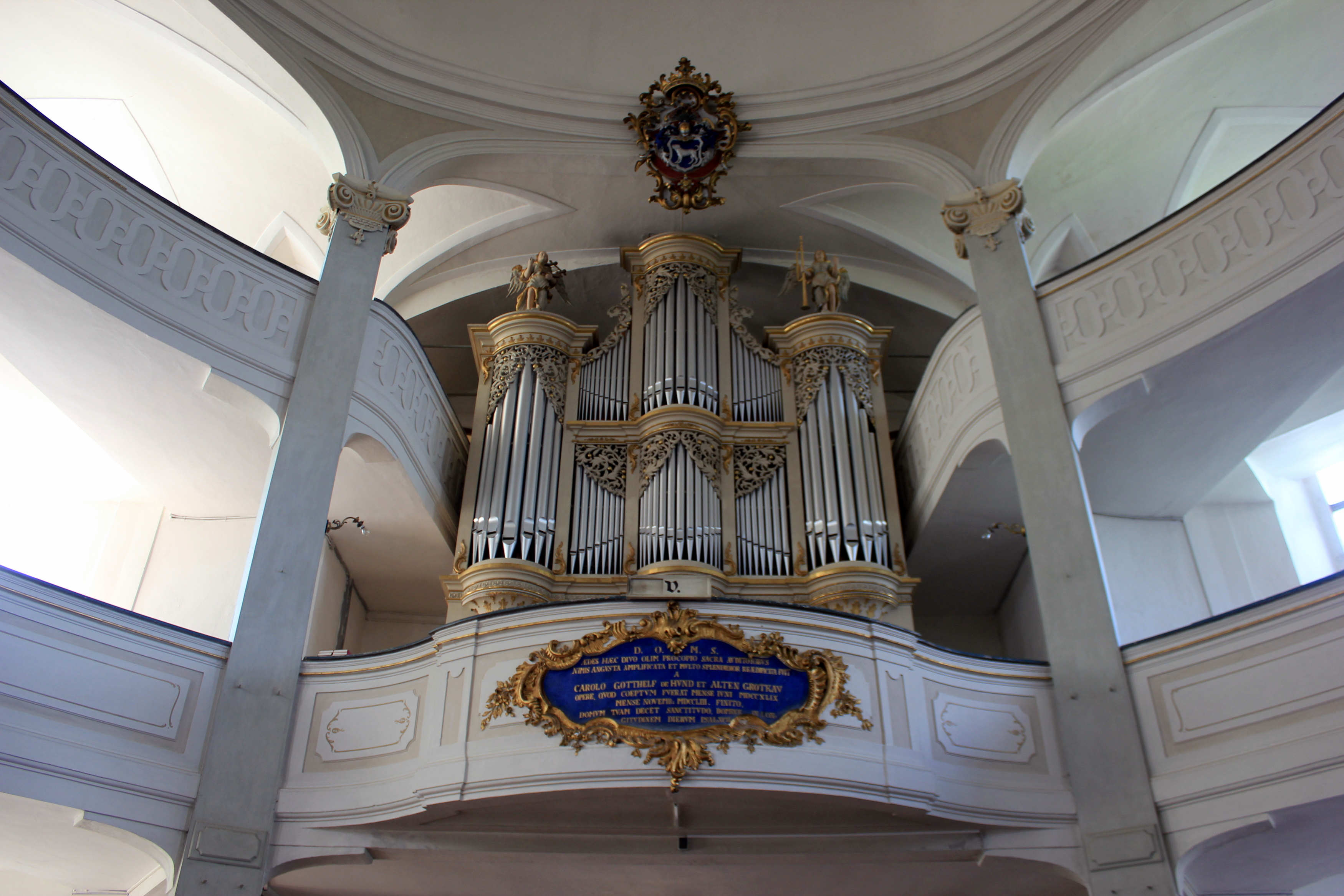
Orgelprospekt

Die evangelische Trinitatiskirche (obersorbisch Cyrkej swjateje Trojicy) ist eine barocke Saalkirche im Ortsteil Kittlitz von Löbau im Landkreis Görlitz in Sachsen. Sie gehört zur Kirchengemeinde Kittlitz-Nostitz im Kirchenbezirk Löbau-Zittau der Evangelisch-Lutherischen Landeskirche Sachsens.
Bis in die 1920er Jahre wurde hier auch in sorbischer Sprache gepredigt. Der letzte sorbische Pfarrer war Paul Georg Mrosack (Pawoł Jurij Mrózak).

## Geschichte und Architektur
Die „prachtvolle barocke Saalkirche, die eine der bedeutendsten Leistungen des evangelischen Kirchenbaus in Sachsen darstellt“, wurde nach einem Plan von Karl Gotthelf von Hund und Altengrotkau durch Andreas Hünigen unter Verwendung von spätmittelalterlichem Mauerwerk in zwei Etappen von 1749–1756 und 1763–1766 erbaut. Der Turm wurde in den Jahren 1772–1775 errichtet, Veränderungen der Fenster wurden 1859 vorgenommen. Restaurierungen erfolgten in den Jahren 1859, 1908 und 1990–1995.
Das Bauwerk ist ein verputzter Bruchsteinbau auf längsrechteckigem Grundriss mit geradem Schluss, abgeschrägten Ecken und hohem Walmdach mit farbig glasierten Dachpfannen. Im Westen ist ein mächtiger Turm angeordnet, der im oberen Viertel in ein Oktogon übergeht und durch eine schlanke Haube abgeschlossen wird.
Das Innere ist ein durch schlanke Holzpfeiler eingegrenzter Emporensaal mit schlichtem, gedrücktem Tonnengewölbe über dem ovalen Saal und dem schmaleren Chor. Der Raum ist von zweigeschossigen umlaufenden Emporen umgeben, die mit Kreuzgratgewölben abgeschlossen werden. Der Chor ist um drei Stufen erhöht, die Emporenarchitektur ist hier durch zu Dreiergruppen geordnete, verglaste Fenster geschlossen, ähnlich der von Andreas Hünigen umgebauten Stadtkirche in Pulsnitz.

## Ausstattung
Der Altar, die Kanzel, die Taufe und der Orgelprospekt stammen aus der Entstehungszeit der Kirche. Der tabernakelähnliche Altar wird von einem prächtigen, hochaufragenden Ziborium überragt. Das Altarbild zeigt eine Darstellung des Schmerzensmannes in einer Kopie nach Carlo Dolci mit einem Holzkruzifix darüber, seitlich sind die Figuren von Marie und Johannes dem Evangelisten angeordnet.
Das Ziborium besteht aus vier Säulen, die durch geschweifte Bögen mit Rankenwerk geschlossen sind, als Abschluss dient eine Glorie der Dreifaltigkeit. Es wurde von den Bildhauern Emanuel Gotthelf Siegismund aus Löbau, A. F. Zentner und Franz Vogel sowie dem Tischlermeister Johann Christoph Mertzsching aus Löbau und dem Maler Adam Friedrich Grote geschaffen, die Fassung besorgte Joseph Menschel aus Rumburg.
Die mit reichem Schnitzwerk versehene Kanzel besteht aus dem mehrfach geschweiften Korb auf reich mit Rocaillen verzierter Konsole; der Schalldeckel ist mit einem kunstvollen Rocailleaufbau versehen und wurde von Emanuel Gotthelf Siegismund und Johann Christoph Mertzsching gearbeitet.
Der Tauftisch in Rokokoformen auf geschweiften Beinen stammt von Franz Sieber aus Georgenthal, die Fassung besorgte Joseph Menschel.
Die Orgel ist ein Werk von Johann Gotthilf Bärmig aus dem Jahr 1859 mit 36 Registern auf zwei Manualen und Pedal. Der Prospekt ist mit Schnitzwerk und zwei bekrönenden Posaunenengeln mit dem Hundschen Wappen darüber versehen und wurde von Emanuel Gotthelf Siegismund und Adam Friedrich Grote gearbeitet. Erneuerungen erfolgten in den Jahren 1912 und 1964 durch Eule Orgelbau Bautzen.
In den verglasten Emporen sind vier Fayenceöfen aus der Mitte des 18. Jahrhunderts erhalten. Eine Inschrifttafel hinter dem Altar und eine Kartusche an der Orgelempore geben den Stiftungs- und Bauvorgang wieder. Hinter dem Altar ist ein Grabdenkmal für Fritzko von Nostitz aus dem 15. Jahrhundert aufgestellt.

## Umgebung

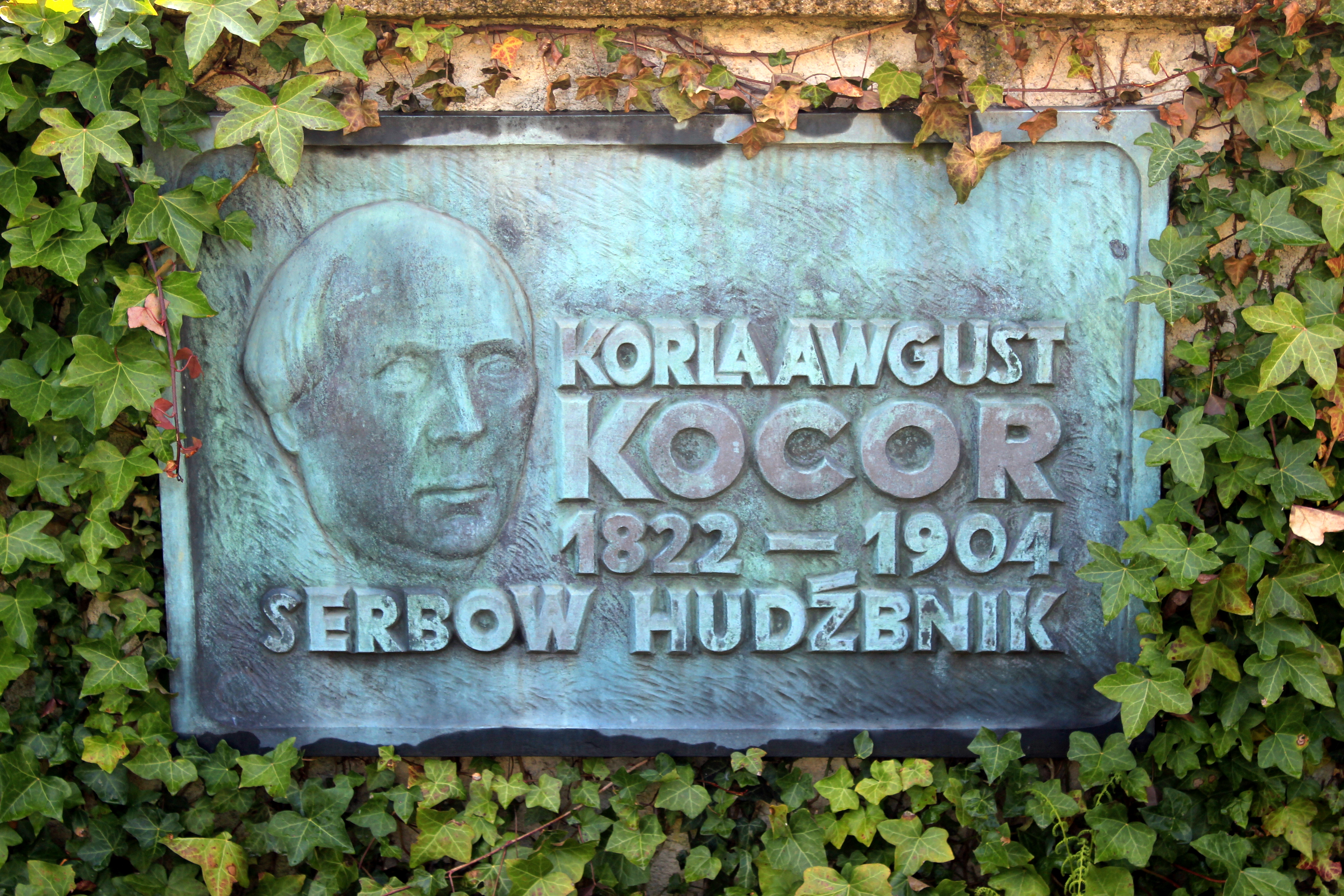
Grabtafel von Korla Awgust Kocor

Auf dem Friedhof befindet sich die um 1730 erbaute Nostitzsche Gruft, die 1954 zur Leichenhalle umgebaut wurde. Der breite Gruftbau mit Walmdach ist mit Pilastern und Putzspiegeln gegliedert und hat ein Korbbogenportal mit einem wohlgestalteten schmiedeeisernen Gitter mit einem Dreiecksgiebel mit dem Wappen derer von Hund. Das Innere ist mit einer schlichten Putzdecke geschlossen.
Weitere Grabdenkmale des 18. und des 19. Jahrhunderts sind an der umgebenden Friedhofsmauer aufgestellt. An der Ostseite befindet sich ein breiter Torbau mit Korbbogenportal aus dem 19. Jahrhundert.
Auf dem Friedhof befinden sich zudem die Grabdenkmale des sorbischen Komponisten Korla Awgust Kocor und der Pfarrersfamilien Domaška/Domaschke und Renč/Rentsch, alle mit sorbischen Inschriften.